# Пандемия (фильм, 2016)
«Пандеми́я» (англ. Pandemic) — научно-фантастический триллер 2016 года режиссёра Джона Сьютса. Фильм снят в стиле шутера от первого лица.
Премьерный показ фильма состоялся на кинофестивале FrightFest в Глазго, Шотландия. 4 апреля 2016 «Пандемия» стала доступна для просмотра по системе Video on demand.

## Сюжет
Врач-эпидемиолог из Нью-Йорка Лорен Чейз теряет всю свою семью во время вспышки вируса, вызывающего у больных агрессию. Спустя месяц после начала заражения, доктор Чейз прикомандирована к отряду военных, собирающихся проникнуть в практически вымерший Лос-Анджелес и эвакуировать ценного учёного, доктора Уорда. Помимо Лорен, в отряд входят Дэниз (штурман, разрабатывает маршрут операции), Ганнер (огневая поддержка) и Уилер (военный водитель). Также Лорен получает указания от своего начальника — если она будет укушена инфицированными, она должна скрыть это от остальных и получит вакцину по возвращении (на начальных стадиях болезнь излечима), а если будет укушен член группы, его придётся оставить.
На укреплённом автобусе отряд въезжает в Лос-Анджелес и отбивается от инфицированных. Тут же возникает конфликт: Ганнер хочет отправиться на поиски предыдущего отряда, в котором состояла его жена и с которым была потеряна связь, а доктор Чейз утверждает, что нужно следовать приказу и не изменять маршрут. По пути группа обнаруживает неинфицированную женщину по имени Элис, но когда Ганнер и Чейз выходят из автобуса, выжившие, находящиеся в начальной стадии заражения, атакуют военных. Элис гибнет, а Ганнеру приходится на ходу запрыгивать в автобус. Ганнер вынуждает Уилера сделать остановку в центре города, где в брошенном школьном автобусе находит свою мёртвую жену.
Затем отряд подъезжает к школе св. Девы Марии, в которой должны находится доктор Уорд и больше 70 выживших. Доктор Чейз находит мобильный телефон и звонит своей дочери Меган, которой удалось пережить эпидемию в их доме. В школьном спортзале группа находит тела убитых людей, вскоре они и сами подвергаются нападению. Лорен Чейз, Уилер и Дэниз выпрыгивают в окно, Ганнер задерживает толпу заражённых, но погибает от удара топором в голову.
Поскольку Уилер сбежал, Лорен и Дэниз остаются вдвоём одни. Вскоре Лорен рассказывает, что её настоящее имя — Ребекка Томас, и она не доктор, а простая жительница Нью-Йорка, взявшая у убитой доктора Чейз её бейджик. Затем на них нападает инфицированный в пятой стадии (больше напоминающий зомби), но их спасает вернувшийся Уилер. Он оказывается инфицированным, но Ребекка говорит, что на первых стадиях его ещё можно вылечить. Втроём они идут к церкви, где укрылись доктор Уорд и несколько уцелевших людей. Внезапно Дэниз сбивает машина, и несколько выживших-каннибалов похищают её и через некоторое время съедают.
Ребекка и Уилер находят Уорда, он требует показать, инфицированы они или нет. Ребекка делает тесты при помощи аппарата, обманом доказав, что водитель здоров. Они спускаются на подземную парковку, Уилеру удаётся завести машину скорой помощи. Уорд разоружает Ребекку и говорит, что знаком с настоящим доктором Чейз, после чего уезжает. Уилер и Ребекка угоняют другую машину и направляются к дому Томасов. В дороге они знакомятся уже по-настоящему — Уилер говорит, что его зовут Фред. Ребекка обещает, что проведёт его на базу.
Ребекка находит Меган живой, но инфицированной. Также она находит труп своего мужа Дэвида и его прощальную запись на видеокамере. На дом нападают заражённые в пятой стадии. Ребекка, Меган и Уилер сбегают через окно на втором этаже и прыгают с карниза. Тяжелораненый Уилер просит оставить его, так как не может ходить. Меган с матерью успевают спастись. Они проезжают мимо горящей машины, Ребекка понимает, что Уорд и его люди погибли.
У ворот базы находится скопление заражённых, солдаты, увидев Меган в защитном костюме, думают что она и есть доктор Чейз, а Ребекку застреливают. Меган без сознания доставляют в карантин A, где ей должны ввести вакцину.

## В ролях
- Рэйчел Николс — Лорен Чейз / Ребекка Томас
- Альфи Аллен — Фредерик Уилер
- Мисси Пайл — Дэниз
- Мекхай Файфер — Ганнер
- Пэт Хили — доктор Уорд
- Даниэль Роуз Расселл — Меган Томас, дочь Ребекки
- Пол Гилфойл — Грир, начальник базы
- Роберт Льюис Стефенсон — Дэвид Томас, муж Ребекки

## Создание фильма
Режиссёр Джон Сьютс взял сценарий с названием Viral из списка Blood List (где находятся сценарии фильмов ужасов и триллер, не нашедших продюсирования). Сьютс предпочёл снять свой фильм именно в стиле от первого лица, а не в стиле «найденной плёнки».

## Критика
Джонатан Хаттфул, рецензент из британского журнала SciFiNow назвал фильм «энергичным боевиком про зомби от первого лица с впечатляющим экшеном и чуть менее впечатляющей проработкой персонажей». Антон Байтел с сайта Twitch Film охарактеризовал «Пандемию» как «довольно мрачный портрет быстрого социального распада в обществе», а также назвал «коллекцией киноштампов». Джастин Лоу из The Hollywood Reporter отметил, что фильму не хватает реализма. Мартин Тсай из Los Angeles Times написал, что в «Пандемии» присутствует «напряжение, вызванное неизвестными опасностями».